# Museo Judío de Tesalónica
El Museo Judío de Tesalónica (en judeoespañol: Museo Djudio de Salonik; en griego, Εβραϊκό Μουσείο Θεσσαλονίκης), también conocido como Museo de la Historia Judía (Μουσείο Εβραϊκής Παρουσίας στη Θεσσαλονίκη) es un museo de la ciudad de Salónica en el norte Grecia, que exhibe la historia de la comunidad judía sefardí de Salónica, antaño de las más grandes e influyentes de Europa, y la vida cotidiana en la única ciudad principal de Europa con mayoría judía. Es uno de tres museos judíos de Grecia, junto al de Atenas y el de Rodas.

## Desarrollo y arquitectura
El museo, inaugurado en 2001, es el resultado de un plan desarrollado por el ayuntamiento de Salónica junto a la comunidad judía de la ciudad, que tuvo como objetivo convertir al entonces conocido como Centro de la Historia Judía en un espacio más accesible al público, añadiendo material de colecciones privadas. 
El edificio del museo fue construido en 1904 por el arquitecto italiano Vitaliano Poselli, y en principio fue la sede del Banco de Atenas hasta 1925, cuando se convirtió en sede del principal periódico judío de la época, L'Independent, cerrándose este definitivamente en 1941 durante la ocupación nazi. La restauración del edificio no se llevaría a cabo hasta finales de los años 1990, financiada por la recién establecida Organización por la Capital Europea de la Cultura, Salónica 1997, aunque no se completaría hasta 2003.
En 2019 se llevó a cabo una expansión significativa del museo, con la adhesión de dos edificios adyacentes, conocidos como la torre y el ala nueva, los cuales se unieron al edificio principal por medio de arcos desde sus fachadas, creando un pórtico. La nueva ala reunía a cuatro nuevos espacios, que incluían la tienda del museo y un espacio sobre historia y arquitectura judías en el período de entreguerras.

## Detalles de la exhibición

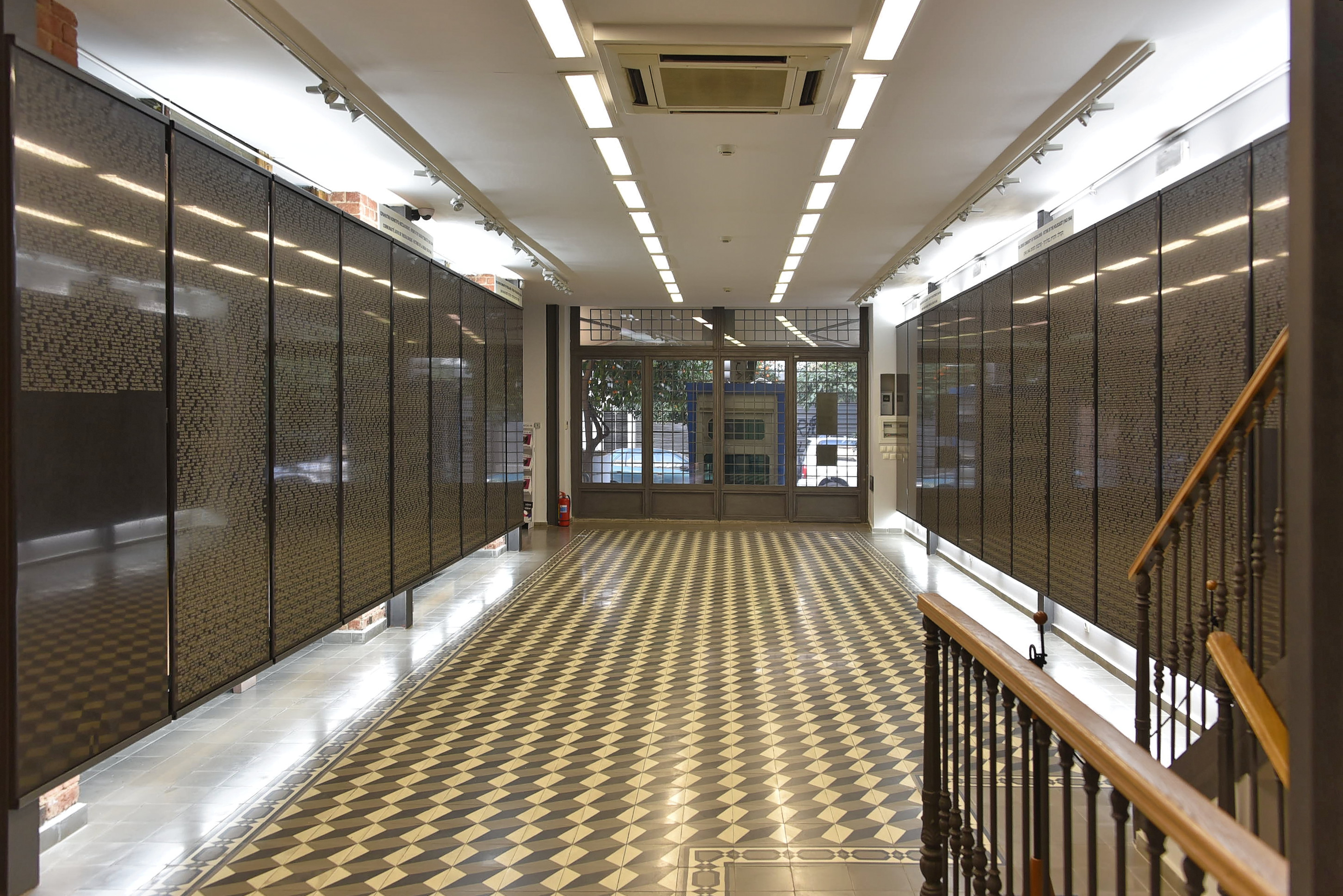
Sala conmemorativa con nombres de todos los judíos de la ciudad asesinados en el holocausto.

La planta baja del museo exhibe piedras conmemorativas e inscripciones encontradas en la extensa necrópolis judía que antes se encontraba al este de los muros de la ciudad. Las acompañan una serie de fotos que muestran el aspecto de dicho cementerio en 1914.
La parte central de la primera planta cuenta la historia de la presencia judía en Salónica desde el siglo III a. C. hasta la Segunda Guerra Mundial. En sus colecciones se recogen objetos y fotografías como la Exposición Simon Marcas titulada «Tesalónica, Metrópolis sefardí». La galería incluye una parte de la colección original, previa a la inauguración del museo en 2001.
Una exhibición separada se centra en el holocausto y su significado para el judaísmo tesalonicense (la mayor parte de la comunidad, unas 49.000 personas, fueron deportadas a campos de exterminio, donde la mayoría perdieron su vida).

## Actividades adicionales
El museo posee una biblioteca con importantes libros de los siglos XVI al XX y un centro audiovisual donde se proyectan películas y documentales. También cuenta con un centro de investigación y documentación, cuya labor actual se centra en la digitalización de documentos y fotos de las colecciones propias del museo como también de material archivado y de fuentes externas. Su objetivo es crear una base de datos completa que sea accesible a los visitantes del museo.
En 2019 un especial interés por parte del cónsul general de Alemania en la ciudad, propició la donación de un avanzado sistema de guiado de visitantes mediante equipo multimedia, mejorando la experiencia interactiva de los visitantes.
Sirviendo también de centro de estudios e investigación, también se centra en los origines sefardíes de la comunidad y la lengua hablada por los judíos de Salónica, el judeoespañol, y sobre todo su variante local.